# Арсиноя (Суэцкий залив)
Арсиноя (др.-греч. Ἀρσινόη) — древний город и порт, располагавшийся в южной части Суэцкого залива на берегу Красного моря. Название получил в честь Арсинои II, жены Птолемея II Филадельфа.

## История
Арсиноя была столицей Героонпольcкого нома и одной из главных гаваней Египта. По-видимому, город ещё называли и Клеопатрисом (др.-греч. Κλεοπατρίς). Предполагается также, что это был библейским Пи-Гахирофом (Pihachiroth).
Династия Птолемеев использовала стратегическое положение Александрии для обеспечения торговли с государствами Востока. Товары из Восточной Африки доставлялись в один из трех главных римских портов — Арсиною, Беренику или Миос-Гормос. Диодор Сицилийский приписывает инженерам Птолемея II изобретение «остроумного шлюза», позволившего решить проблему перепада высот и возможного засоления нильской воды и почвы. У выхода канала в Красное море как раз и был построен этот город.
Постепенное усыхание пелузийского рукава Нильской дельты сделало канал несудоходным уже при царице Клеопатре VII (I век до н. э.). Римляне отремонтировали и расчистили заиленный канал, ведущий от Нила к центральной гавани Арсинои на Красном море. Это была одна из многих попыток римской администрации перенаправить как можно больше торговли на морские маршруты.
До кризиса III в. н. э. Арсиноя была в тени более популярных торговых портов: Береники и Миос Гормоса. Связано это было с тем, что судоходство из-за северных ветров в Суэцком заливе было затруднительным.

## В компьютерных играх
В первом DLC (The Hidden Ones) видеоигры Assassin’s Creed Origins Арсиноя показана уже заселенной римлянами, которые сносят древние египетские памятники для их использования в качестве строительных материалов в 38 год до н. э. Птахмос, член ордена Древних, использует город в качестве своей базы для операций, разграбив близлежащую Пирамиду Аменмеса, чтобы финансировать военные походы Рима и Египта по приказу своего начальника. Его действия позже были замечены Гамилатом, лидером набатейских повстанцев. Позже, когда началось римское вторжение в Египет, римляне атаковали город и начали без разбора убивать мирных жителей, поскольку Гамилат спрятал своих людей среди них.